# Jonathan Akpoborie
Jonathan Akpoborie (Lagos, 20 de outubro de 1968) é um ex-futebolista nigeriano que atuava como atacante. Atualmente é empresário de jogadores.

## Carreira em clubes
Depois de jogar nas categorias de base do Queen's Park Rangers Lagos e do Julius Berger, Akpoborie mudou-se para os Estados Unidos em 1987, para atuar no time da Brooklyn College, onde também estudava.
Foi na Alemanha que o atacante jogou toda sua carreira profissional, iniciada em 1990 no Saarbrücken. Em sua primeira passagem pelo FC, disputou 53 jogos e fez 9 gols. Ele também defendeu Carl Zeiss Jena, Stuttgarter Kickers (onde fez 37 gols em 32 partidas pela Regionalliga Sud) e Waldhof Mannheim, antes de assinar com o Hansa Rostock em 1996. Em sua única temporada pelo clube da antiga Alemanha Ocidental, Akpoborie jogou 47 vezes e fez 20 gols - 14 deles na campanha que quase rebaixou o Hansa à segunda divisão alemã de 1997–98, sendo o artilheiro da equipe. Seu desempenho chamou a atenção do Stuttgart, que o contrataria em 1997.
Após 58 partidas e 22 gols pelos Roten, o atacante jogaria ainda 2 temporadas pelo Wolfsburg antes de voltar ao Saarbrücken, pelo qual disputou apenas 4 jogos antes de sua aposentadoria, em 2002.

## Seleção Nigeriana
Pela Seleção Nigeriana, foi campeão do Mundial Sub-16 em 1985, sendo o autor do primeiro gol na decisão contra a Alemanha Ocidental.
No time principal das Super Águias, foi convocado em 1992 para disputar a Copa das Nações Africanas, porém não entrou em campo nenhuma vez durante a campanha que terminou com a Nigéria em terceiro lugar. Preterido por Clemens Westerhof para a Copa de 1994, foi surpreendentemente excluído por Bora Milutinović para jogar a Copa da França, embora estivesse em boa fase no Stuttgart e tivesse atuado em 5 das 6 partidas da seleção pelas eliminatórias.
Akpoborie, que ainda faria parte do elenco vice-campeão da Copa Africana de 2000 (não entrou em campo, assim como em 1992), chegou a disputar jogos das eliminatórias da Copa de 2002, mas não foi lembrado por Festus Onigbinde e encerrou sua carreira internacional em 2001, com 13 partidas e 4 gols.

## Acusação de tráfico de crianças
Em 2001, quando atuava no Wolfsburg, um navio pertencente à família de Akpoborie foi parado no Benim, sob acusação de levar crianças para tráfico de escravos no Gabão. A acusação levou o clube alemão a suspender o atacante.
A história serviu de inspiração para o documentário Das Schiff des Torjägers, do suíço Heidi Specogna.

## Títulos
Nigéria
- Mundial Sub-16: 1 (1985)